# Cantone di Caraman
Il Cantone di Caraman era una divisione amministrativa dell'Arrondissement di Tolosa.
A seguito della riforma approvata con decreto del 13 febbraio 2014, che ha avuto attuazione dopo le elezioni dipartimentali del 2015, è stato soppresso.

## Composizione
Comprendeva 19 comuni:
- Albiac
- Auriac-sur-Vendinelle
- Beauville
- Le Cabanial
- Cambiac
- Caragoudes
- Caraman
- Le Faget
- Francarville
- Loubens-Lauragais
- Mascarville
- Maureville
- Mourvilles-Basses
- Prunet
- La Salvetat-Lauragais
- Saussens
- Ségreville
- Toutens
- Vendine